# Syrechlorid
Syrechlorid fås formelt fra en syre ved at bytte en OH-gruppe ud med en Cl-gruppe. Hvis betegnelsen bruges uden specifikation af syren er den oprindelige syre som regel en carboxylsyre. I så fald er der tale om en funktionel gruppe i organisk kemi, der består af en carbonylgruppe, der er bundet til et C-atom og et Cl-atom. Syrechloridgruppen er et syrederivat. Betegnelsen bruges også om stoffer, der indeholder syredhloridfunktionaliteten. Da myresyrechlorid ikke eksisterer er det simpleste syrechlorid er acetylchlorid:

## Reaktioner
Syrechlorider dannes som regel ud fra syren og et uorganisk syrechlorid, eksempelvis phosphoxychlorid:
- Syre + phosphoxychlorid → syrechlorid + phosphorsyre
  - 3*RCOOH + POCl3 → 3*RCOCl + H3PO4

Syrechlorider er meget reaktive på grund af den store induktive effekt, den dårlige resonansstabilisering og chloridionens gode leaving group-egenskaber. Den bruges ofte til at lave andre syrederivater med:
- Syrechlorid + 2* amin → amid + ammoniumsalt:
  -  +  + →  + R²R3NH2Cl

- Syrechlorid + alkohol → ester + HCl
  - RCOCl + R'OH → RCOOR' + HCl

- Syrechlorid + carboxylsyre → syreanhydrid + HCl

Desuden bruges de til at lave ketoner med metalorganiske reagenser. Normalt ville de dannede ketoner reagere videre med det metalorganiske reagens, men fordi syrechloridet er så reaktivt kan man bruge et så ureaktivt metalorganisk reagens at reaktionen kan stoppes:
- Syrechlorid + kadmiumreagens → keton
  - RCOCl + R'CdCl → RCOR' + CdCl2

Syrechlorider kan med moderate baser, eksempelvis triethylamin, danne ketener

## Nomenklatur (navngivning)
Syrechlorider navngives ud fra den tilsvarende syre eller syrerest, med "-chlorid" føjet til navnet, eksempelvis myresyrechlorid (HCOCl) fra myresyre(HCOOH), eddikesyrechlorid eller acetylchlorid (CH3COCl) fra eddikesyre(CH3COOH) eller fra acetyl (CH3CO-).